# Valdepeñas de la Sierra (kommunhuvudort)
Valdepeñas de la Sierra är en kommunhuvudort i Spanien.   Den ligger i provinsen Provincia de Guadalajara och regionen Kastilien-La Mancha, i den centrala delen av landet, 60 km norr om huvudstaden Madrid. Valdepeñas de la Sierra ligger 844 meter över havet och antalet invånare är 187.
Terrängen runt Valdepeñas de la Sierra är kuperad. Runt Valdepeñas de la Sierra är det mycket glesbefolkat, med 4 invånare per kvadratkilometer. Närmaste större samhälle är Uceda, 9,7 km sydväst om Valdepeñas de la Sierra. Omgivningarna runt Valdepeñas de la Sierra är i huvudsak ett öppet busklandskap.